# Eva Ganster

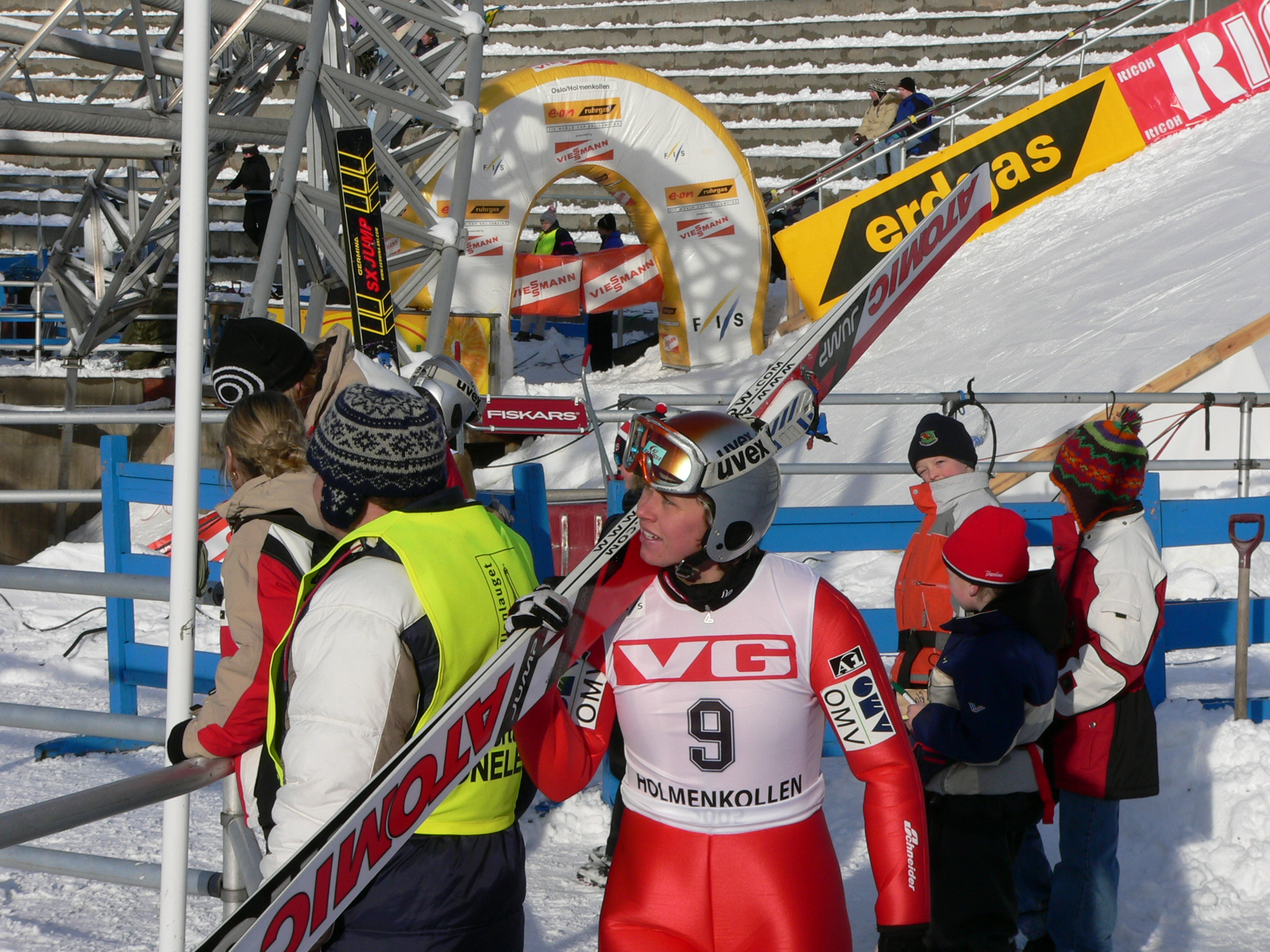
Eva Ganster i Holmenkollen 2005.

Eva Ganster, född 30 mars 1978 i Kitzbühel i Tyrolen, är en österrikisk tidigare backhoppare som tävlade för Kitzbüheler SC.

## Biografi

### Tidigt liv
Eva Ganster är dotter till dr. med. vet. Edgar Ganster, som sedan 1999 varit aktiv i österrikiska skidförbundet och även i Internationella Skidförbundet (FIS) och varit en pådrivare för backhoppning för damer. Hon har en yngre bror, Axel. Eva började åka skidor i mycket tidig ålder. Vid tio års ålder började hon hoppa back och tävlade tillsammans med pojkar i samma ålder. Under den österrikiska nationella mästerskapssäsongen 1990–91 slog hon pojkarna i sin åldersgrupp till första plats. Men hon bröt foten och kunde inte delta i World Youth Games.

### Karriär
Då Eva Ganster började sin backhoppningskarriär fanns inga internationella tävlingar i backhoppning för damer. (Tillsammans med amerikanskan Karla Keck var Eva Ganster den första kvinnliga backhoppare som blev intagna på skidgymnasiet i Stams i Österrike 1992.) FIS var emot backhoppning för damer på 1990-talet och Eva Ganster andra kvinnliga backhoppare kunde bara deltaga i herrtävlingar, och då oftast bara som testhoppare. Ganster var till exempel provhoppare under backhoppstävlingarna i Olympiska vinterspelen 1994 i Lillehammer.
1993 placerade sig Ganster på tredje plats vid de österrikiska nationella mästerskapen i Sankt Aegyd am Neuwalde. Det var här, 1994, som hon gjorde sitt första världsrekordhopp på 113,5 meter i Lillehammer. Sedan dess har kvinnor tävlat i regi av Women's Ski Jumping Working Group som bildades av Internationella skidförbundet (FIS) 1994.
Ganster drabbades av bakslag i back-to-back-säsonger 1995 och 1996, men med tillkomsten av separata damtävlingar kunde hon börja lyckas igen.
Ganster räknas som den första kvinna som har hoppat i en skidflygningsbacke. Hon har noterat sig för 9 världsrekord. Hennes längste hopp mätte 167 meter och var världsrekord satt i Kulm 9 februari 1997. Rekordet stod fram tills Daniela Iraschko hoppade 188 och 200 meter i samma backe 29 januari 2003.
1998 vann Ganster de nationella mästerskapen och hon placerades tvåa i junior-VM.[1] Det internationella skidförbundet godkände formellt Ladies Grand Prix-tävlingar följande år. År 2000 och 2001 placerade sig Ganster på andra plats vid de nationella mästerskapen; hon vann evenemanget 2002.
Från 2003 till 2005 tävlade Ganster regelbundet i FIS-evenemang. 2004 vann hon ett evenemang i Pöhla och tog medalj i flera andra. Hennes sista tävlingshopp på internationell nivå var i Oslo den 12 mars 2005, där hon placerade sig på åttonde plats. Hon representerade aldrig formellt sitt land i olympisk backhoppning, som inte blev en officiell olympisk sport för kvinnor förrän 2014, när Carina Vogt vann den första guldmedaljen.
Hon debuterade i Kontinentalcupen (Ladies-COC) 16 januari 2005. Säsongen 2004/2005 blev hon nummer 15 totalt i Kontinentalcupen. Hon avslutade sin backhoppskarriär 2005. Eva Ganster är en av pionjärerna inom kvinnlig backhoppning.

## Övrig karriär
Eva Ganster var även fotbollsspelare. Hon spelade för fotbollsklubben Zirl. Hon blev "skyttedrottning" i österrikiska damligans Division 2 säsongen 2003/2004. Ganster studerade tidigare arkitektur, men är idag magister i sportvetenskap.